# Ruta Nacional 250 (Argentina)
La Ruta Nacional 250 es una carretera argentina asfaltada, que se encuentra en el este de la Provincia de Río Negro. En su recorrido de 287 kilómetros une el kilómetro 1.009 de la Ruta Nacional 3, a 46 km de la capital provincial, con el km 997 de la Ruta Nacional 22 en la ciudad de Choele Choel.
Es el camino más directo para acceder a Neuquén desde Viedma.
El sentido de esta ruta es de sudeste a noroeste y corre en la margen derecha del Río Negro, excepto en el último kilómetro donde cruza un puente de hormigón armado inaugurado en 1949 durante el gobierno de Juan Domingo Perón para ingresar a Choele Choel.

## Localidades
Las ciudades y pueblos por los que pasa esta ruta de sudeste a noroeste son las siguientes (los pueblos con menos de 5000 habitantes figuran en itálica).

### Provincia de Río Negro
Recorrido: 287 km (kilómetro 0 a 287).
- Departamento Adolfo Alsina: No hay poblaciones.
- Departamento Conesa: General Conesa (km 111).
- Departamento San Antonio: No hay poblaciones.
- Departamento Avellaneda: Pomona (km 265), Lamarque (km 271), Luis Beltrán (km 280) y Choele Choel (km 287).